# Guamal (kommun i Magdalena, lat 9,25, long -74,17)
Guamal är en kommun i Colombia.   Den ligger i departementet Magdalena, i den norra delen av landet, 500 km norr om huvudstaden Bogotá. Antalet invånare är 25 508.